# Östergötland (1749)

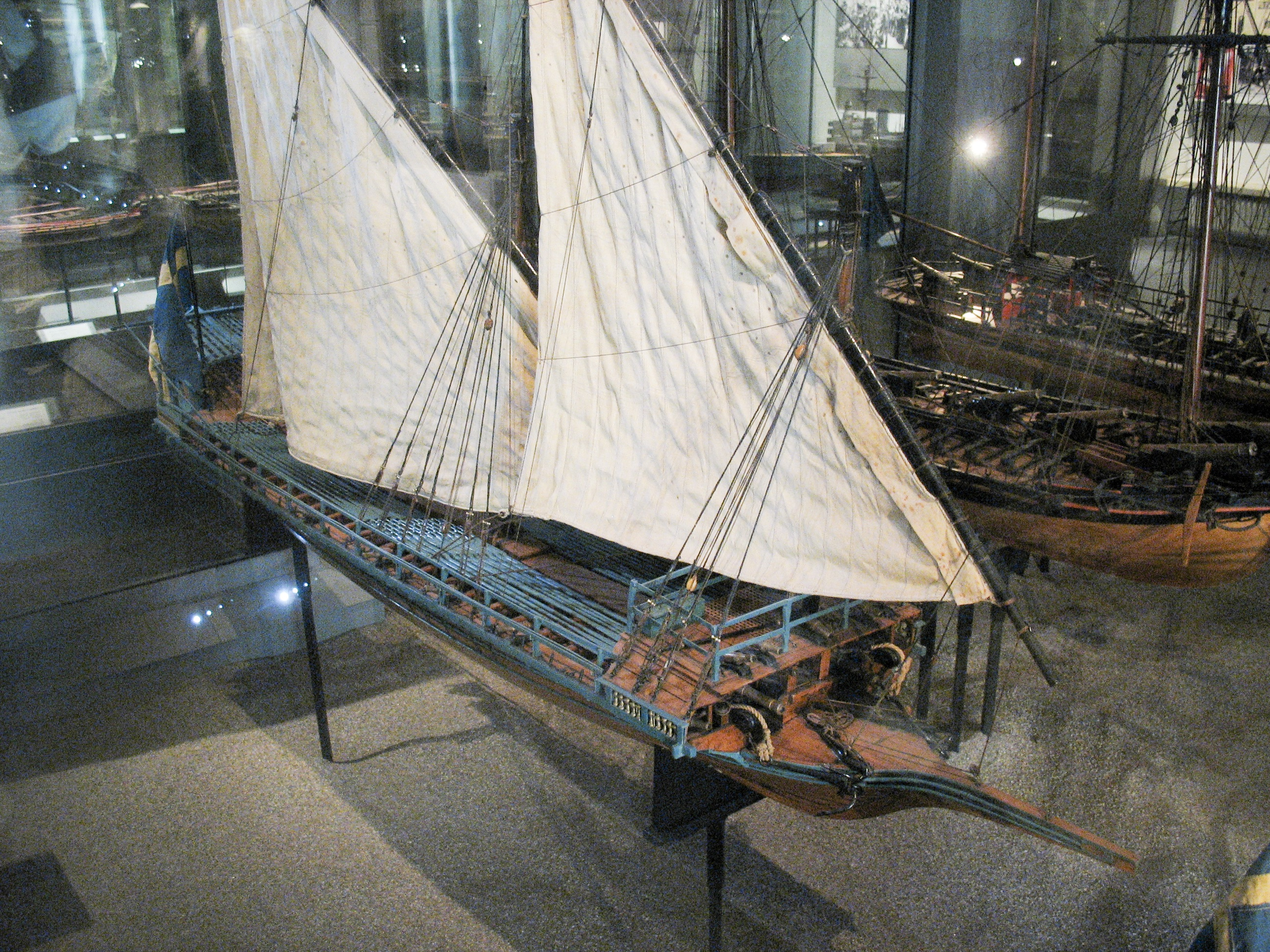
Svensk gallär från 1749, troligt utseende för Östergötland, modell på Sjöhistoriska museet i Stockholm.

Östergötland var en galär, som byggdes 1749 på Norrköpings varv i Norrköping. Hon var konstruerad och byggd av Johan Acrel.

## Tjänstgöringshistoria
Östergötland byggdes 1749 och ingick senare i Arméns flotta. Fartyget deltog under Gustav III:s ryska krig då hon kommenderades av kaptenen Arvid Virgin, och deltog exempelvis under Slaget vid Fredrikshamn den 15 maj 1790. Under sommaren kommenderades hon av tf. fartygschefen Karl Ulner, och hon deltog bland annat vid Viborgska gatloppet den 3 juli 1790. Under reträtten från Björkö samma dag anfölls han dock av den ryska fregatten Venus (tidigare svensk) samt ytterligare ett större ryskt fartyg. Efter en kort strid blev Ulner tvungen att stryka flagg och han och besättningen hamnade i rysk fångenskap. Fartyget togs av ryssarna, och dess vidare öden är okänt.

## Fartygschefer
- Arvid Virgin - 1788-1790
- Karl Ulner - 1790 (tf.)